# St. Pauls (Terre-Neuve-et-Labrador)
Pour l’article homonyme, voir St. Pauls.
St. Pauls est une municipalité (Town) située à l'ouest de Terre-Neuve, au sud de la péninsule Northern. Il fait partie des villages enclavés dans le parc national du Gros-Morne.